# Пепељуга (филм из 2015)
Пепељуга (енгл. Cinderella) амерички је филм из 2015. компаније Волт Дизни. Режију потписује Кенет Брана, док је Крис Вајц аутор сценарија који је инспирисан мотивима из бајке Пепељуга Шарла Пероа и истоименог филма из 1950. Насловну улогу тумачи Лили Џејмс, а поред ње у филму наступају Ричард Маден, Кејт Бланчет, Хелена Бонам Картер и Стелан Скарсгорд.

## Улоге
| Глумац              | Улога                  |
| ------------------- | ---------------------- |
| Лили Џејмс          | Пепељуга               |
| Елоиз Веб           | Пепељуга као девојчица |
| Ричард Маден        | Принц                  |
| Кејт Бланчет        | Зла маћеха             |
| Хелена Бонам Картер | Добра вила             |
| Стелан Скарсгорд    | Велики војвода         |
| Дерек Џејкоби       | Краљ                   |
| Хејли Атвел         | Пепељугина мајка       |
| Холидеј Грејнџер    | Анастазија             |
| Софи Макшира        | Дризела                |
| Нонсо Анози         | Кепетан                |
| Бен Чаплин          | Пепељугин отац         |